# A.C. Milan w sezonie 1994/1995

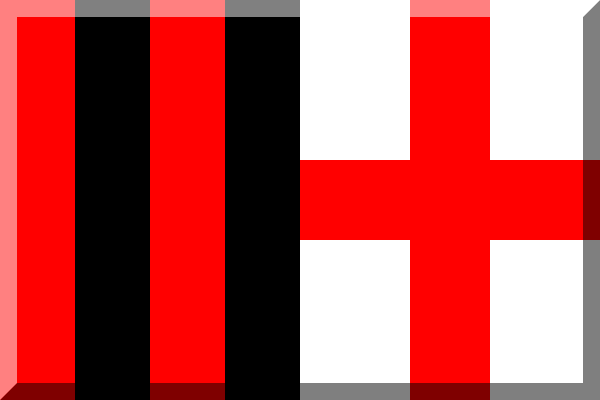
Klubowe barwy Milanu

Osiągnięcia i skład piłkarskiego zespołu A.C. Milan w sezonie 1994/95.

## Osiągnięcia
- Serie A: 4. miejsce
- Puchar Włoch: odpadnięcie w 1/8 finału
- Liga Mistrzów: porażka w finale
- Superpuchar Europy: zwycięstwo

## Podstawowe dane
- Oficjalna nazwa klubu: Associazione Calcio Milan
- Siedziba klubu: Via F. Turati 3
- Boisko: San Siro
- Prezes klubu:  Silvio Berlusconi
- Trener zespołu:  Fabio Capello
- Kapitan drużyny:  Franco Baresi

## Skład zespołu
Bramkarze:
| Włochy | Carlo Cudicini   |
| Włochy | Mario Ielpo      |
| Włochy | Sebastiano Rossi |

Obrońcy:
| Włochy  | Franco Baresi         |
| Włochy  | Alessandro Costacurta |
| Francja | Marcel Desailly       |
| Włochy  | Filippo Galli         |
| Włochy  | Paolo Maldini         |
| Włochy  | Stefano Nava          |
| Włochy  | Christian Panucci     |
| Włochy  | Mauro Tassotti        |

Pomocnicy:
| Włochy    | Demetrio Albertini |
| Chorwacja | Zvonimir Boban     |
| Włochy    | Roberto Donadoni   |
| Włochy    | Stefano Eranio     |
| Holandia  | Ruud Gullit        |
| Włochy    | Massimo Orlando    |
| Włochy    | Gianluca Sordo     |
| Włochy    | Giovanni Stroppa   |

Napastnicy:
| Włochy | Francesco De Francesco |
| Włochy | Paolo Di Canio         |
| Włochy | Gianluigi Lentini      |
| Włochy | Daniele Massaro        |
| Włochy | Alessandro Melli       |
|        | Dejan Savićević        |
| Włochy | Marco Simone           |